# La Cavalerie/Portagnel
Pour les articles homonymes, voir La Cavalerie et Cavalerie (homonymie).

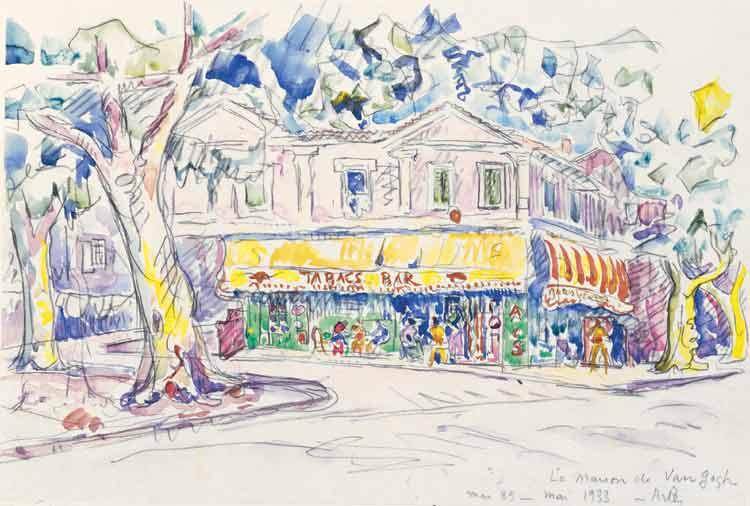
Quartier de la Cavalerie - Faisant face à la place Lamartine, la Maison Jaune où résida van Gogh en 1888-1889. Ce bâtiment a été détruit lors des bombardements de 1944 - Aquarelle de Paul Signac, 1933

Les quartiers d'Arles dits de la Cavalerie / Portagnel, appelés autrefois le Bourg-Neuf, se situent au nord du centre-ville en prolongement des quartiers de la Cité et de l’Hauture. Au nord et à l'est, la place Lamartine et les voies de chemin de fer en marquent les frontières avec le quartier du Trébon / Montplaisir. Enfin, le Rhône les limite à l'ouest.
Ces quartiers datent du XIe siècle, lorsque la ville a commencé à se développer hors de son enceinte du Haut Moyen Âge. Deuxième extension urbaine après le Vieux-Bourg, ils ont pris bien naturellement le nom de Bourg-Neuf. Le nom de Cavalerie, plus tardif, évoque la présence des Templiers, et celui de Portagnel le nom d'une ancienne porte de la ville, la Porte Agnel.
À la suite des bombardements de 1944, les quartiers de la Cavalerie / Portagnel présentent un double visage. Dans la partie sud, on retrouve les ruelles bordées de maisons étroites du centre ancien et dans la partie nord on observe le bâti moderne hérité des reconstructions de l'après-guerre.

## Historique
Le quartier de la Cavalerie date en effet du XIe siècle. À la suite du développement économique et urbain de la cité, il s'étend vers le nord et prend alors le nom de Bourg-Neuf. Il dépend de la puissante famille des Baux qui le dote bientôt de remparts. Les Templiers s'y installent vers 1140; une partie du quartier et la seule entrée de la ville toujours fortifiée, la Porte de la Cavalerie, gardent encore aujourd'hui le souvenir de cette présence.

Ce quartier joue pendant longtemps un rôle important en matière de commerce et d’artisanat. Au Moyen Âge de nombreuses auberges sont situées à proximité de la Porte de la Cavalerie et les immigrés arrivés du nord, surtout les Savoyards autour des années 1420 - 1450, s'y installent sitôt la porte franchie.

Le quartier subit une profonde mutation au milieu du XIXe siècle avec la création de la gare ferroviaire (1848) de la ligne Paris-Lyon-Marseille (PLM), travaux qui vont structurer profondément l'urbanisme nord et est de la ville. 
Bombardé en 1944, le quartier se transforme à nouveau : dans sa partie sud épargnée (partie Portagnel), on y retrouve la trame ancienne, avec les ruelles bordées de maisons étroites, la place Voltaire et l'église Saint-Julien ; dans sa partie nord (partie Cavalerie, en référence à la commanderie des Templiers), aux abords de la place Lamartine à proximité de laquelle se trouvait la Maison Jaune de van Gogh, place désormais transformée en rond-point, on observe les reconstructions de l'après-guerre.